# HSC Adriana
HSC Adriana je katamaran u vlasništvu hrvatskog brodara Jadrolinije. Trenutačno plovi na katamaranskoj liniji Split – Hvar – Vela Luka – Uble.
Kapaciteta je 325 osoba, a putnički prostor je klimatiziran.
Katamaran je izgrađen 1992. pod nazivom Perdana Express za naručitelja Penang. Pod tim je nazivom plovio do 1998., kada je prodan Jadroliniji i preimenovan u Adriana.